# الهيئة الوطنية للنزاهة والوقاية من الرشوة ومحاربتها
الهيئة الوطنية للنزاهة والوقاية من الرشوة ومحاربتها هي هيئة دستورية مغربية مستقلة، أُحدثت بموجب القانون رقم 113.12 سنة 2012 لتنزيل مقتضيات الفصل 36 من دستور المملكة لسنة 2011، وتم لاحقًا توسيع اختصاصها وتحيين مهامها عبر القانون رقم 46.19 سنة 2019. تُعنى الهيئة بوضع وتنسيق وتنفيذ السياسات الوطنية للوقاية من الفساد، وترسيخ ثقافة النزاهة، كما تتلقى البلاغات المتعلقة بجرائم الرشوة والفساد وتقوم بتحليلها وإعداد تقارير دورية بشأنها.

## التاريخ
نشأت الهيئة الوطنية للنزاهة والوقاية من الرشوة ومحاربتها من هيئات سابقة ضمن مسلسل إصلاح منظومة مكافحة الفساد في المغرب. ففي عام 2007، أنشئت الهيئة المركزية للوقاية من الفساد (ICPC) بمرسوم رقم 2-05-1228 بتاريخ 13 مارس 2007، وكانت تابعة لمجلس الحكومة (رئاسة الحكومة آنذاك)، ومهمتها الأساسية كانت تقديم مقترحات في مجال الوقاية من الفساد والتوعية والتعاون، لكنها لم تكن تتمتع بصلاحيات تنفيذية أو استقلال دستوري. كان أول رئيس لها عبد السلام أبو درار، الذي عينه الملك محمد السادس.
مع إصلاحات الدستور المغربي لسنة 2011، نص الفصل 36 على إنشاء هيئة وطنية ذات استقلالية موسعة ومهام أوسع في مجال التنسيق والمراقبة والمتابعة لمكافحة الفساد. تجسدت هذه الرؤية في القانون رقم 113.12 الصادر في 17 غشت 2012، الذي أرسى الإطار القانوني للهيئة الوطنية للنزاهة والوقاية من الرشوة ومحاربتها، ومنحها مهام استشارية وتنسيقية في مكافحة الفساد.
غير أن الإطار القانوني السابق واجه تحديات في فعالية الهيئة، ما استدعى تحديثًا وتوسيعًا لاختصاصاتها عبر القانون رقم 46.19 الصادر في 14 غشت 2019، والذي وسع مهام الهيئة ليشمل التنسيق والمراقبة والمتابعة التنفيذية للسياسات العمومية لمكافحة الفساد. تم تفعيل هذا القانون بموجب الظهير الشريف رقم 1.21.11 بتاريخ 23 مارس 2021.
فيما يخص الرؤساء، تم تعيين محمد بشير رشدي أول رئيس للهيئة بموجب قرار ملكي في 13 ديسمبر 2018، وشغل المنصب حتى مارس 2025. خلفه محمد بن عليلو، الذي يشغل حاليا رئاسة المجلس منذ 14 أبريل 2025.

## الاختصاصات والمهام
من بين المهام التي تُمارسها الهيئة حسب القانون المنظم:
- اقتراح السياسة الوطنية للوقاية من الفساد وتقييم تنفيذها.

### تلقي البلاغات والشكايات عبر البوابة الإلكترونية وتحليلها:
1. تلقي التبليغات والشكايات والمعلومات المتعلقة بحالات فساد ودراستها، والتأكد من صحة الأفعال والوقائع التي تتضمنها، وإحالتها، عند الاقتضاء، إلى الجهات المختصة
2. تلقي التبليغات والشكايات والمعلومات حول المخالفات الإدارية والمالية، والعمل على دراستها واتخاذ الإجراءات اللازمة في شأنها
3. القيام بعمليات البحث والتحري عن حالات الفساد التي تصل إلى علم الهيئة
4. تعميق البحث والتحري أو طلب القيام بذلك من أي جهة معنية بشأن الأفعال التي ثبت للهيئة، بناء على معطيات أو معلومات أو مؤشرات، أنها تشكل حالات فساد، واتخاذ الإجراءات اللازمة من أجل ترتيب الآثار القانونية في ضوء النتائج المتوصل إليها
5. القيام، بطلب من السلطات العمومية، بإجراء أي تحقيق إداري بشأن وقائع خاصة تتضمن مؤشرات حول وجود شبهة فساد، وإنجاز تقارير تحال إلى السلطة التي طلبت إجراء التحقيق المذكور
6. وضع الهيئة لخبرتها في مجال اختصاصها رهن إشارة الهيئات القضائية، كلما تعلق الأمر بقضية من قضايا مكافحة الفساد المعروضة على القضاء
- إعداد تقارير سنوية وموضوعاتية عن الشفافية والفساد.
- تنظيم حملات تحسيسية وتكوينية لفائدة الموظفين والفاعلين الاقتصاديين.
- التعاون مع شركاء وطنيين ودوليين في مجال مكافحة الفساد.

## الهيكل والتنظيم
تتألف الهيئة من:
- المجلس: هو أعلى هيئة حاكمة يرأسه محمد بن عليلو منذ 14 أبريل 2025، ويضم أعضاء يُعينهم الملك محمد السادس بعد استشارة البرلمان المغربي.[10]
- اللجنة التنفيذية: تتولى إدارة الشؤون اليومية وتطبيق مقررات المجلس.
- اللجان الدائمة: وهي لجان متخصصة في قضايا مثل الحكامة، الرصد، وإعداد التقارير.

## الأنشطة والبرامج
- بوابة البلاغات الإلكترونية: أُطلقت لتلقي البلاغات وتتبعها إلكترونيًا.[11]
- ورشات تكوين: بالتعاون مع برنامج الأمم المتحدة الإنمائي (UNDP) لتأهيل موظفي الإدارة.
- ندوات ومؤتمرات: منها استضافة المؤتمر الإفريقي للشفافية في الدار البيضاء سنة 2024، وتمثيل المغرب في شبكة الهيئات الإفريقية لمكافحة الفساد.[12]

## الشراكات
من أبرز شركاء الهيئة:
- برنامج الأمم المتحدة الإنمائي
- الجمعية الدولية لهيئات مكافحة الفساد[13]
- منظمة التعاون والتنمية الاقتصادية (OECD)
- الشبكة الإفريقية لهيئات الوقاية من الفساد
- مؤسسات وطنية كهيئة الإنصاف والمصالحة سابقًا

## التقارير والنشر
تصدر الهيئة عدة منشورات، منها:
- التقارير السنوية: تحلل تطور مؤشرات الفساد ومستوى الشكايات.[14]
- التقارير الموضوعاتية: مثل دراسة «الصفقات العمومية والنزاهة» سنة 2022.[15]
- رسائل النزاهة: مطويات توعوية موجهة للعموم.

## الانتقادات والتحديات
- ضعف التوعية الشعبية بمسؤوليات الهيئة مما يُقلل من عدد التبليغات.[16]
- غياب بيانات تفصيلية عن مآلات البلاغات التي تتلقاها الهيئة.[17]
- صعوبات في التنسيق بين الهيئة والسلطات القضائية والأمنية.